# Suillia quinquevittata
Suillia quinquevittata är en tvåvingeart som först beskrevs av Macquart 1839.  Suillia quinquevittata ingår i släktet Suillia och familjen myllflugor.
Artens utbredningsområde är Kanarieöarna. Inga underarter finns listade i Catalogue of Life.